# Sea Lake Airport
Sea Lake Airport är en flygplats i Australien. Den ligger i kommunen Buloke och delstaten Victoria, omkring 310 kilometer nordväst om delstatshuvudstaden Melbourne.
Trakten runt Sea Lake Airport är nära nog obefolkad, med mindre än två invånare per kvadratkilometer..
Trakten runt Sea Lake Airport består till största delen av jordbruksmark. Genomsnittlig årsnederbörd är 352 millimeter. Den regnigaste månaden är juli, med i genomsnitt 51 mm nederbörd, och den torraste är januari, med 12 mm nederbörd.